# Pickering Nunatak
Pickering Nunatak är en nunatak i Antarktis. Den ligger i Östantarktis. Australien gör anspråk på området. Toppen på Pickering Nunatak är 85 meter över havet.
Terrängen runt Pickering Nunatak är mycket platt. Trakten är obefolkad. Det finns inga samhällen i närheten.